# Northampton Town FC
Northampton Town FC is een Engelse voetbalclub uit Northampton, Northamptonshire. De club komt uit in de  League One.

## Geschiedenis
De club werd in 1897 opgericht en bracht het grootste deel van zijn bestaan door als liftploeg tussen de 3de en 4de klasse. In 1920 speelde de club voor het eerst in de derde klasse. In 1963 promoveerde de club voor het eerst naar de tweede klasse en werd na twee jaar vicekampioen met één punt achterstand op Newcastle United en promoveerde zo naar de hoogste klasse. De club werd voorlaatste en degradeerde meteen. Ook het volgende seizoen eindigde in een degradatie en in 1969 volgde een nieuwe degradatie. Zo steeg en daalde de club op tien jaar tijd van de vierde klasse naar de hoogste en weer terug naar de vierde klasse. Sindsdien is de club terug een liftploeg tussen de derde en vierde klasse.
Na het seizoen 1993/94 eindigde de club laatste in de Fourth Division en kon maar net een degradatie naar de Football Conference vermijden omdat Kidderminster Harriers geen compatibel stadion hadden om zich bij de League aan te sluiten. Dan begon het tij een beetje te keren en in 1997 steeg de club weer naar Third Division, bijna volgde een tweede promotie op rij maar in de eindronde werden ze door Grimsby Town verslagen. Het volgende jaar volgde opnieuw een degradatie, voor slechts één seizoen. De club degradeerde nog eens in 2003 en na het seizoen 2005/06 werd promotie afgedwongen naar de derde divisie, die inmiddels League One werd genoemd. In 2009 degradeerde de club weer naar League Two, om in 2016 opnieuw promotie af te dwingen. Degradaties in 2018 en 2021 werden gevolgd door promoties in 2020 en 2023.

## Erelijst
- Fourth Division / League Two

Winnaar: 1987, 2016

## Eindklasseringen vanaf 1946/47
- 1947 13e
Third Division North / South
- 1948 14e
Third Division North / South
- 1949 20e
Third Division North / South
- 1950 2e
Third Division North / South
- 1951 21e
Third Division North / South
- 1952 8e
Third Division North / South
- 1953 3e
Third Division North / South
- 1954 5e
Third Division North / South
- 1955 13e
Third Division North / South
- 1956 11e
Third Division North / South
- 1957 14e
Third Division North / South
- 1958 13e
Third Division North / South
- 1959 8e
Fourth Division
- 1960 6e
Fourth Division
- 1961 3e
Fourth Division
- 1962 8e
Third Division
- 1963 1e
Third Division
- 1964 11e
Second Division
- 1965 2e
Second Division
- 1966 21e
First Division
- 1967 21e
Second Division
- 1968 17e
Third Division
- 1969 21e
Third Division
- 1970 14e
Fourth Division
- 1971 7e
Fourth Division
- 1972 21e
Fourth Division
- 1973 23e
Fourth Division
- 1974 5e
Fourth Division
- 1975 16e
Fourth Division
- 1976 2e
Fourth Division
- 1977 22e
Third Division
- 1978 10e
Fourth Division
- 1979 19e
Fourth Division
- 1980 13e
Fourth Division
- 1981 10e
Fourth Division
- 1982 22e
Fourth Division
- 1983 15e
Fourth Division
- 1984 18e
Fourth Division
- 1985 23e
Fourth Division
- 1986 8e
Fourth Division
- 1987 1e
Fourth Division
- 1988 6e
Third Division
- 1989 20e
Third Division
- 1990 22e
Third Division
- 1991 10e
Fourth Division
- 1992 16e
Fourth Division
- 1993 20e
Third Division
- 1994 22e
Third Division
- 1995 17e
Third Division
- 1996 11e
Third Division
- 1997 4e
Third Division
- 1998 4e
Second Division
- 1999 22e
Second Division
- 2000 3e
Third Division
- 2001 18e
Second Division
- 2002 20e
Second Division
- 2003 24e
Second Division
- 2004 6e
Third Division
- 2005 7e
League Two
- 2006 2e
League Two
- 2007 14e
League One
- 2008 9e
League One
- 2009 21e
League One
- 2010 11e
League Two
- 2011 16e
League Two
- 2012 20e
League Two
- 2013 6e
League Two
- 2014 21e
League Two
- 2015 12e
League Two
- 2016 1e
League Two
- 2017 16e
League One
- 2018 22e
League One
- 2019 15e
League Two
- 2020 7e
League Two
- 2021 22e
League One
- 2022 4e
League Two
- 2023 3e
League Two
- 2024 14e
League One
- 2025 19e
League One

- First Division
- Second Division
- Third Division
- Fourth Division
- League One
- League Two

ⓘ In 1992 invoering van de Premier League en opheffing van de Fourth Division; in 2004 opheffing van de First, Second en Third Division.

## Bekende (oud-)spelers

### Engels
- Bradley Johnson

### Nederlanders
- Nabil Abidallah
- Akwasi Asante
- Raymond van Dullemen
- Kevin Luckassen
- Laurens ten Heuvel
- Kevin van Veen

### Overig
- Saido Berahino